# モンテカルロ・ラリー (映画)
『モンテカルロ・ラリー』（Monte Carlo or Bust!）は、1969年のイギリスのコメディ映画。

## 解説
1911年に行われた最初のラリー・モンテカルロは現在のようにプロが競うものではなく、15の国から多くの風変わりな人物が参加するアマチュア・レースであった、という設定で国際的スターを集めて作った大作喜劇映画。
監督のケン・アナキンを始め一部スタッフやキャストが同一であること、作品の趣向も同じであることから『素晴らしきヒコーキ野郎』の続編・姉妹編として扱われている。実際に公開前の1965年9月にアナキンは、『素晴らしきヒコーキ野郎』にフォローアップを行った作品として本作の企画を発表している。

## キャスト
※括弧内は日本語吹替（初回放送1977年6月1日『水曜ロードショー』）
- チェスター・スコフィールド：トニー・カーティス（広川太一郎）
- アーミテージ・カスバート卿：テリー・トーマス（牟田悌三）
- パーキンス：エリック・サイクス（峰恵研）
- シッケル：ゲルト・フレーベ
- ディグビー・ドーリッシュ少佐：ピーター・クック（金内吉男）
- キット・バリントン：ダドリー・ムーア
- マルセロ・アゴスティ：ランド・ブッツァンカ
- アンジェロ・ピンチリ：ヴァルテル・キアーリ
- マリー：ミレーユ・ダルク
- パスカル：マリー・デュボア
- ベティ：スーザン・ハンプシャー
- オットー・シュワルツ：ピア・シュミット
- レビノビッチ伯爵：ジャック・ホーキンス
- デュポン氏：ブールヴィル

## スタッフ
- 監督：ケン・アナキン
- 脚本：ジャック・デイヴィス、ケン・アナキン
- 撮影：ガボール・ポガニー
- 音楽：ロン・グッドウィン
- アニメーション：ロナルド・サール